# Грахово (округ Рімавска Собота)
Грахово (словац. Hrachovo, угор. Rimaráhó) — село, громада в окрузі Рімавска Собота, Банськобистрицький край, Словаччина. Кадастрова площа громади — 11,84 км². Населення — 835 осіб (за оцінкою на 31 грудня 2017 р.).
Знаходиться за ~10 км на північ від адмінцентра округу міста Рімавска Собота.
Перша згадка 1353 року як Hrachou, але поселення існувало і раніше. Історичні назви: Harahou (1360), Hrachowo (1808); угор. Ráhó.

## Населення
| Рік:            | 1994. | 2004.   | 2014.   | 2024.   |
| --------------- | ----- | ------- | ------- | ------- |
| Кількість осіб: | 844   | 877     | 856     | 781     |
| Різниця:        |       | +3,90 % | -2,39 % | -8,76 % |

| Рік:            | 2023. | 2024.   |
| --------------- | ----- | ------- |
| Кількість осіб: | 777   | 781     |
| Різниця:        |       | +0,51 % |

## Транспорт
Автошлях 72 (Cesty I. triedy).